# 梅拉尼娅·格雷戈
梅拉尼娅·格雷戈（義大利語：Melania Grego，1973年6月19日—），意大利女子水球运动员。她曾代表意大利国家队参加2004年夏季奥林匹克运动会水球比赛，结果获得一枚金牌。